# Leioproctus jenseni
Leioproctus jenseni là một loài Hymenoptera trong họ Colletidae. Loài này được Friese mô tả khoa học năm 1906.